# 蜜瓜火腿

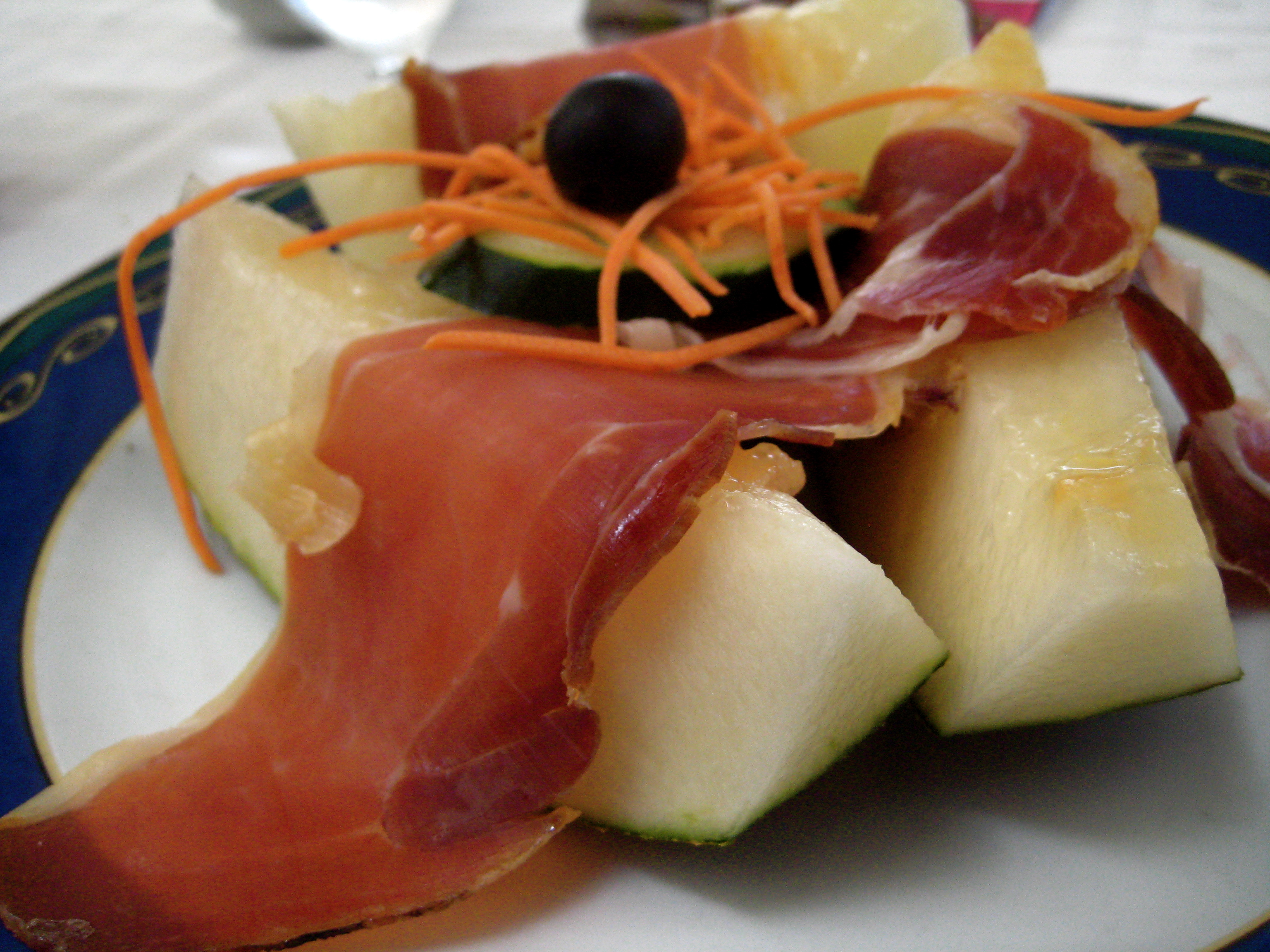
一盘蜜瓜火腿

蜜瓜火腿（西班牙语：Melón con jamón）是一种起源于意大利的夏季菜式，搭配了甜味的蜜瓜和咸味的生火腿。
此菜起源于意大利，在法国被称为“意大利甜瓜”。。此菜在17世纪传入西班牙。

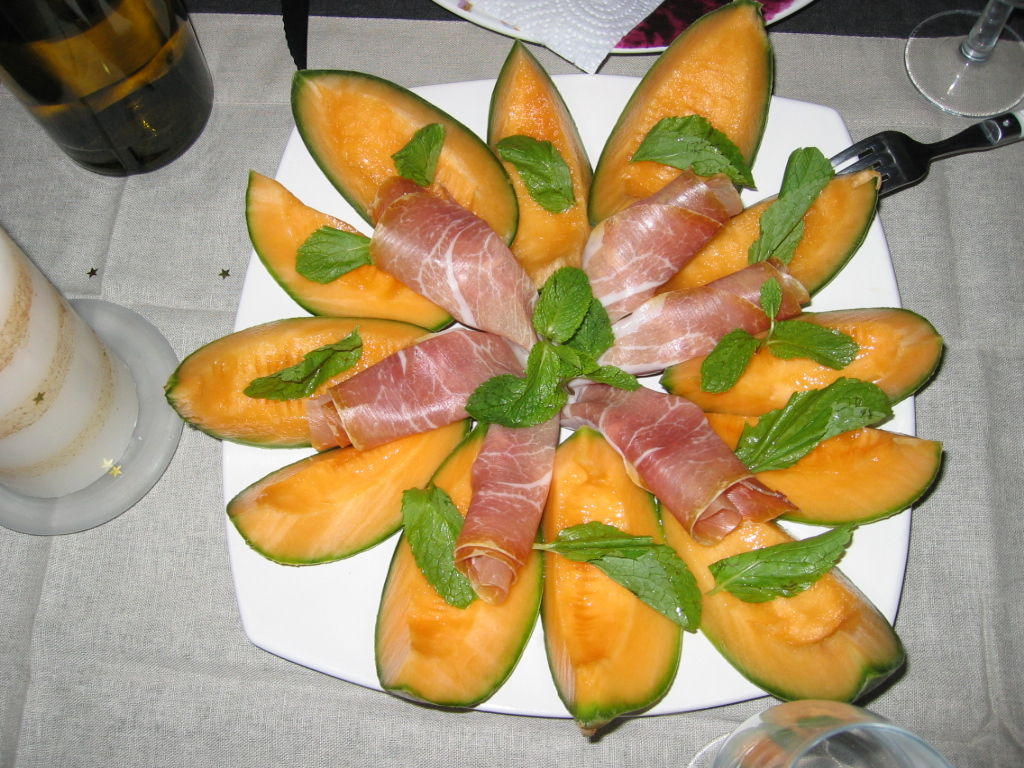
日本餐厅提供的蜜瓜火腿

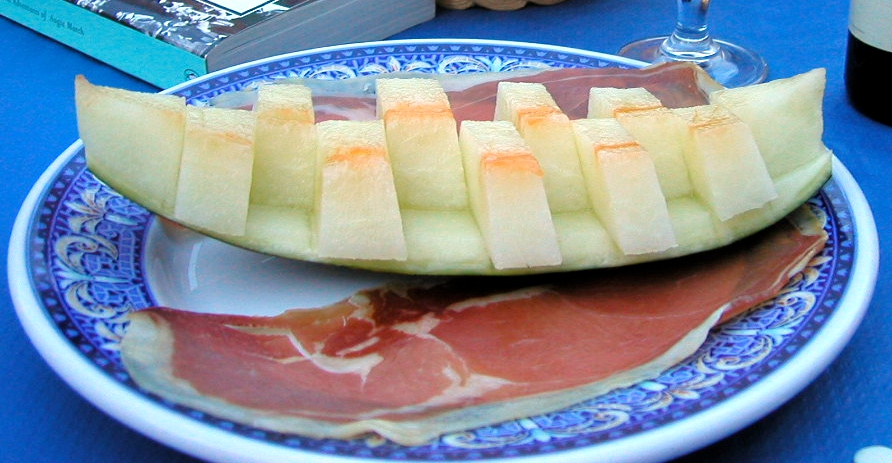
切块蜜瓜火腿